# Bombardeo de Leningrado
El bombardeo de Leningrado fue una serie de ataques aéreos contra la ciudad soviética de Leningrado llevados a cabo entre 1941 y 1943 por la fuerza aérea de la Alemania nazi, la Luftwaffe, durante la Segunda Guerra Mundial. Durante tres años la Luftwaffe realizó 272 ataques aéreos (193 de ellos nocturnos). Se lanzaron 69 613 bombas incendiarias y 4686 de alto explosivo. La alerta de ataque aéreo fue anunciada en la ciudad 642 veces y duró un total de 702 horas.

## Objetivos
Durante julio y agosto de 1941, se llevaron a cabo 17 ataques aéreos grupales en Leningrado (8 de día y 9 de noche). Al mismo tiempo, un pequeño número de aviones del total de los que participaron en los ataques irrumpieron en la ciudad. En septiembre se llevaron a cabo 23 redadas grupales (11 de ellas durante el día), y en octubre, 18. A principios de 1942 cesaron los ataques aéreos. En general, los ataques aéreos tuvieron como objetivo desmoralizar a la población, más que causar daños estratégicos: no se destruyó ni un solo puente sobre el río Nevá, ni tampoco resultaron dañados el Edificio Smolny ni el edificio del NKVD en Liteiny.
Leningrado fue bloqueada por las tropas alemanas de von Leeb desde el sur y por tropas finlandesas desde el norte. Sin embargo, la aviación finlandesa no atacó la propia ciudad dentro de las fronteras de esos años. Sólo a principios de 1944; el 21 de febrero y 10 de marzo (cuando el asedio ya había sido levantado por la derrota de las tropas alemanas) los aviones finlandeses bombardearon los aeródromos soviéticos en las afueras del norte de Leningrado: Gorskaya, Kasimovo, Levashovo y Yukki. Los historiadores también mencionan el ataque del 4 de abril de 1944 por parte de 35 bombarderos de Joensuu, que encontraron un intenso fuego de la defensa aérea soviética y no pudieron atravesar la ciudad.

## Los ataques

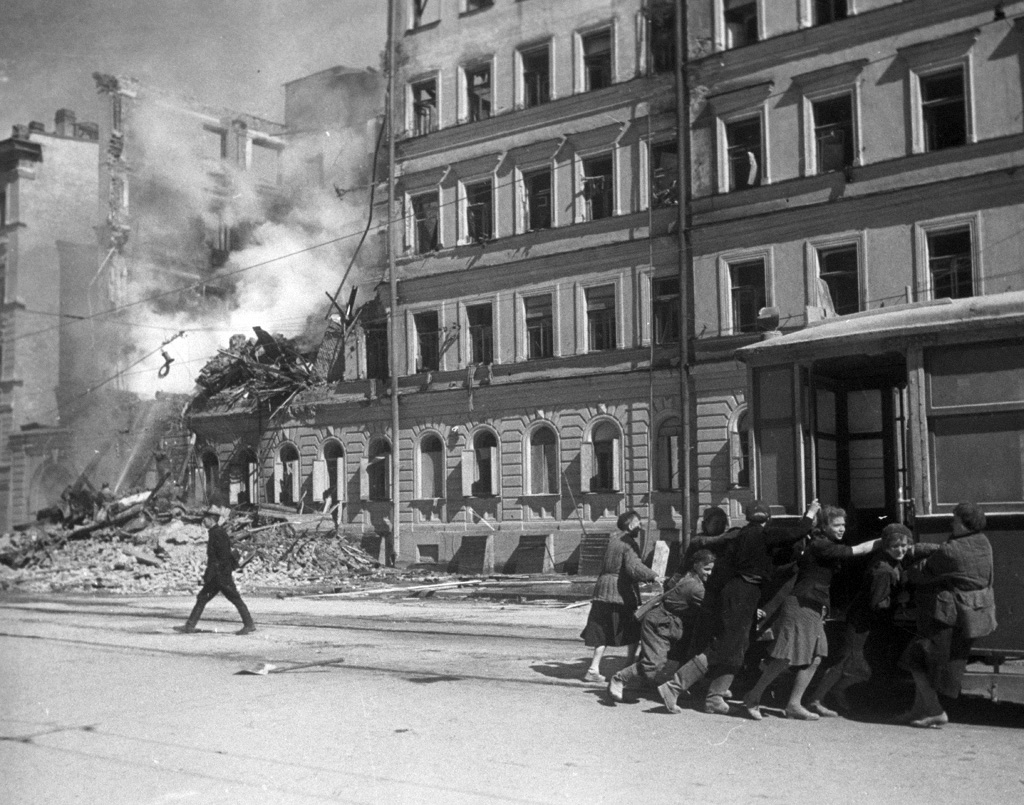
Daños en una calle de Leningrado ocasionados por los bombardeos.

A partir de junio de 1941, la defensa aérea de la ciudad estuvo a cargo de unidades de la Zona de Defensa Aérea del Norte. De su composición, en la defensa de Leningrado estaban el 2.º Cuerpo de Defensa Aérea y el 7.º Cuerpo de Aviación de Cazas de Defensa Aérea, que estaba operativamente subordinado a él. Leningrado estaba defendida por 6 regimientos de artillería antiaérea (115.º, 169.º, 189.º, 192.º, 194.º y 351.º), el 2.º regimiento de ametralladoras antiaéreas y otras unidades. Estaba armado con 305 cazas, unos 600 cañones antiaéreos de calibre medio (más otros 246 de reserva) y 94 ametralladoras antiaéreas de pequeño calibre. Las fuerzas de defensa aérea tenían globos de bombardeo y 438 reflectores. Los defensores de la ciudad también disponían de radares RUS-1 y RUS-2. Al final del primer año de la guerra, la defensa aérea de Leningrado y el Camino de la Vida estaba asegurada por 10 estaciones RUS-2. 
El primer avión enemigo fue alcanzado por el fuego de la 15.ª batería del 192.º regimiento de artillería antiaérea la noche del 23 de junio: el Ju-88A del 1.º escuadrón KGr.806, tras sufrir daños, se incendió y entró en emergencia; aterrizaje. Todos los miembros de la tripulación, incluido el comandante, el teniente Hans Turmeyer, fueron hechos prisioneros.Por su precisión en el fuego, el comandante de la 15.ª batería del 192.º regimiento de artillería antiaérea, Alekséi Pimchenkov, recibió la Orden de la Estrella Roja.
El 8 de septiembre de 1941 la ciudad sufrió su primer doble ataque aéreo. A las 18:55, 23 aviones alemanes Dornier Do 17 (Oberst H. Rieckhoff) bombardearon los almacenes de Badayevsky, destruyendo 3 mil toneladas de harina. Durante el segundo ataque, la estación de ferrocarril Moskovski y la principal estación de agua de la ciudad resultaron dañadas. El 10 de septiembre de 1941, 20 bombarderos alemanes atacaron la ciudad, lanzando bombas sobre la planta de Kírov, un astillero y una fábrica de confitería. Los almacenes de Badayevsky fueron bombardeados por segunda vez. 
El 19 de septiembre de 1941, la Luftwaffe llevó a cabo seis incursiones en Leningrado, en las que participaron hasta 276 aviones alemanes. Como resultado del ataque, murieron alrededor de 1,000 personas siendo el ataque que causó más bajas; la mayoría de las muertes ocurrieron en el hospital de Suvorovski Prospekt. El Teatro Mariinski y Gostini Dvor también resultaron dañados. Los defensores de Leningrado lograron ese día derribar sólo 5 aviones enemigos. Entre el 21 y el 23 de septiembre de 1941, hubo una serie de ataques aéreos masivos contra la base naval de Kronstadt y los barcos de la Flota del Báltico. Participaron hasta 400 aviones alemanes. Como resultado, el acorazado Marat, los destructores Minsk h Steregushchi, el patrullero Vijr, la cañonera Pioneer y el submarino M-74 fueron hundidos y desactivados. El acorazado Oktyabrskaya Revolutsiya, dos cruceros, tres destructores, un minador y varios otros barcos resultaron dañados.

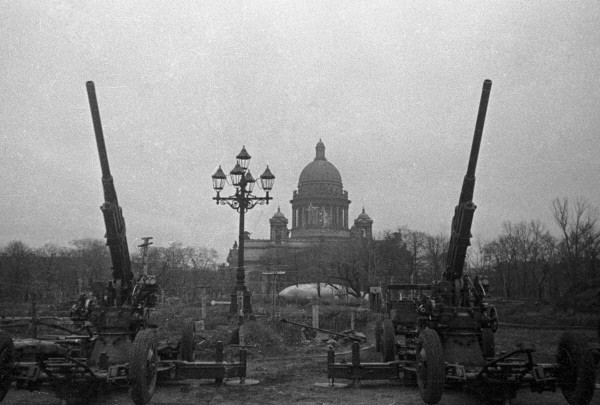
Cañones antiaéreos custodiando los cielos de Leningrado.

El 27 de septiembre de 1941, 197 aviones alemanes participaron en tres ataques aéreos (a las 8:00, 12:00 y 17:00 horas) sobre la ciudad. El ataque se llevó a cabo desde el Golfo de Finlandia. Los aviones alemanes bombardearon desde una altura de 2 a 3 km. Los ataques se llevaron a cabo en grupos de 10 a 15 aviones. El golpe principal recayó en los aeródromos soviéticos (Komendantski, Levashovo, Manushkino y Uglovo). Las explosiones de bombas mataron a 28 personas e hirieron a unas 100. El 5 de noviembre de 1941 tuvo lugar un combate aéreo en los cielos de Leningrado, durante el cual el piloto Sevastyanov embistió un Heinkel He 111 de su avión I-153. Los restos de un avión alemán cayeron en el jardín Tauride. Durante el ataque aéreo alemán, la planta de Krasny Vyborgets y la estación de tren de Finlyandsky resultaron dañadas.
Durante los últimos años del asedio, entre 1942 y 1943, hubo una reducción de los bombardeos sobre Leningrado. El 5 de noviembre de 1941 tuvo lugar un combate aéreo en los cielos de Leningrado, durante el cual el piloto Sevastyanov embistió un Heinkel He 111 de su avión I-153. Los restos de un avión alemán cayeron en el jardín Tauride. Durante el ataque aéreo alemán, la planta de Krasniy Vyborgets y la estación de tren de Finliandski resultaron dañadas, del 4 al 30 de abril de 1942, la aviación alemana se concentró en bombardear barcos de la Flota del Báltico, durante la Operación Aisstoss. Posteriormente en 1943 hubo ya únicamente 2 bombardeos; uno en mayo de 1943 donde los aviones FW-190 utilizaron por primera vez en un bombardeo de hostigamiento sobre Leningrado, y el otro que ocurrió el 17 de octubre de ese mismo año.

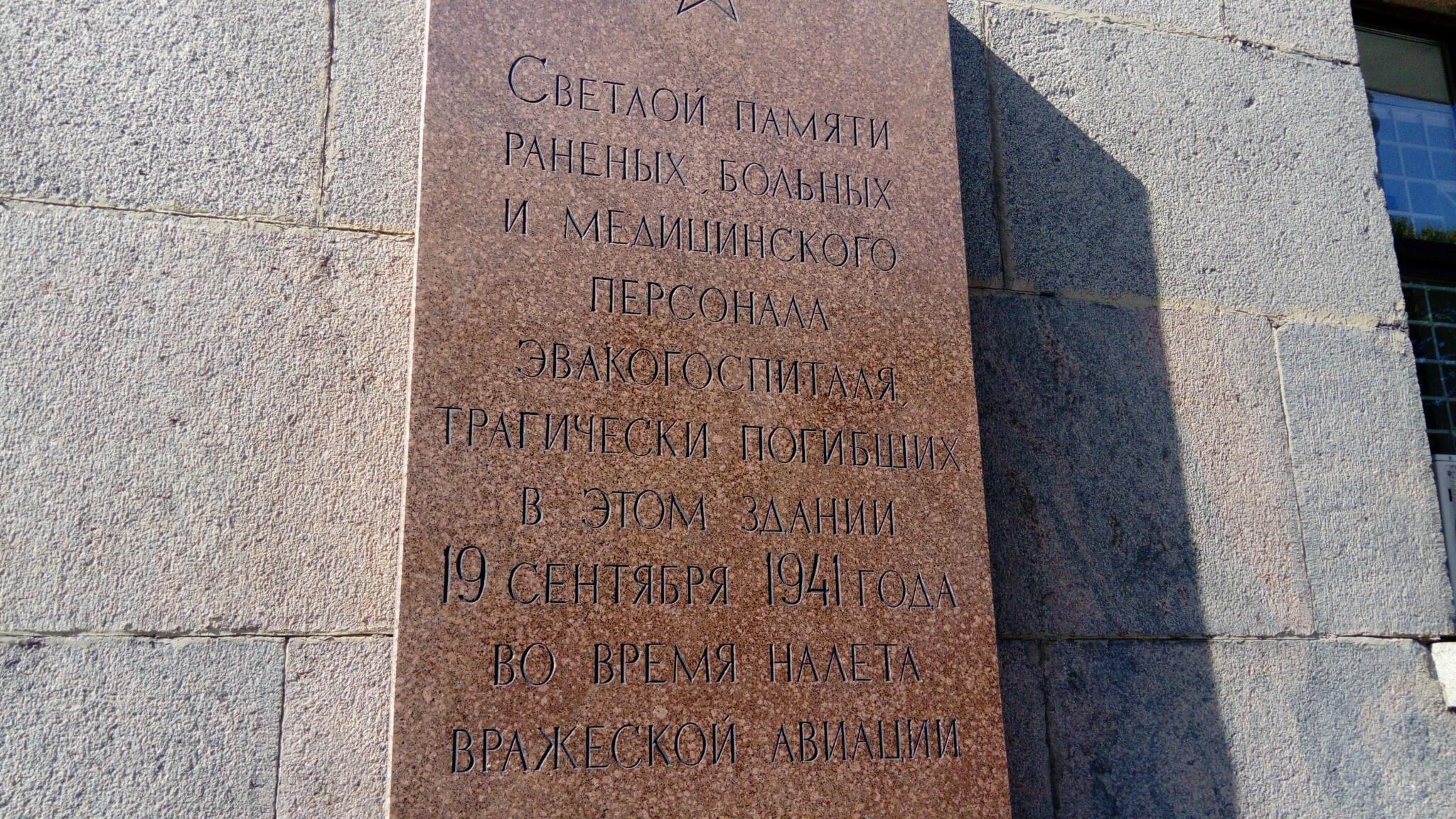
Placa conmemorativa a las víctimas del bombardeo del 19 de septiembre de 1941.

## Consecuencias y daños
Alrededor de 2000 personas murieron a causa de los bombardeos y 10 000 resultaron heridas de diversa gravedad.